# Sencsou–13
A Sencsou–13 (kínaiul: 神舟十三号, pinyin: Shénzhōu Shísān-hào) a nyolcadik, személyzettel startoló űrhajósok szállítására szánt kínai űrhajó, egyben a tizenharmadik a sorban a Sencsou-programon belül. Az űrhajó három,  a Kínai felszabadítási hadsereg űrhajós testületéből jelölt űrhajóst (tajkonautát) vitt magával a világűrbe, hogy a korábban megkezdett űrállomás programban, a Tienkung (Tiangong) űrállomás Tienho (Tianhe) moduljában végezzenek munkát és ők legyenek a második állandó legénysége az épülőben lévő kínai űrállomásnak a tervek szerint 180 napig.
Az űrhajó startjára 2021. október 15-én 16:23-kor (UTC) került sor, amikor egy Hosszú Menetelés 2F hordozórakéta emelte Föld körüli pályára a Csiucsüan (Jiuquan) műholdindító bázisról.

## Előzmények
A Kínai Kommunista Párt 1968-ban rendelte el egy kínai űrhajós világűrbe juttatására vonatkozó kutatási programot, amelynek végcélja kínai részről önerőből embert juttatni a világűrbe. Ezzel párhuzamosan 1970. április 24-én indult az első kínai műhold Föld körüli pályára, majd 1975-ben már olyan műholddal folytak kísérletek, amely képes volt visszatérni a földfelszínre, miután megjárta a Föld körüli pályát, mintegy előfutáraként egy embert szállító űrhajónak. Ezt követően azonban lelassultak a kísérletek és több mint 10 év múlva, 1986-ban született meg a 863-as terv, amely olyan kutatásokat irányzott elő, amely a világűr kínai űrhajósok általi meghódítását célozta. Ezt a tervet írta felül 1992-ben a 921-es terv, amely immár konkrétan a kínai ember részvételével indított űrprogram konkrétumait nevezte meg. Eszerint három szakaszban küldenek kínai űrhajósokat a világűrbe: először csak az alapok megteremtésére, azaz simán az űrjártasság  bizonyítására, majd második lépcsőben egy kisebb űrlaboratórium igénybe vételével olyan alapvető űrbeli technikák, mint az űrrandevú, a dokkolás, vagy az űrséta kipróbálására, majd végül a harmadik fázisban egy nagyobb kínai űrállomás felbocsátását követően komplex űrbeli feladatok kivitelezésére. A Sencsou–13 immár ebben a harmadik fázisban, az űrállomás építés során megvalósított repülés.

### Űrállomás építés
A fentebb említett 921-es terv harmadik fázisában szerepel egy kínai űrállomás építése. Az ezt megelőző Tienkung (Tiangong)–1 és Tienkung (Tiangong)–2 is űrállomásnak számít, ám a Tienkung (Tiangong) űrállomással Kína a Nemzetközi Űrállomáshoz hasonló – ám méretében jóval kisebb –, modulrendszerű űreszköz építésébe kezdett. A tervek szerint a Tienkung (Tiangong) három modulból (és néhány kiegészítő szerkezetből) áll majd össze, bár a későbbiekben még további kiépítését is tervezik. A három modulból az első, Tienho (Tianho) központi egység 2021. április 29-én állt Föld körüli pályára, amelyet hamarosan követ majd a Ventien (Wentian) és a Mengtien (Mengtian) modul. A világűrbeli munkaállomás személyzeteinek szállítását a kipróbált Sencsou (Shenzhou) űrhajóvaltervezik megoldani, amellyel 2021. június 17-én utazott a Sencsou (Shenzhou)–12 fedélzetén az űrállomás első alaplegénysége, egy 90 napos útra, amelyen az űrállomásmodul használatba vétele volt a fő cél.
A következő alaplegénység a Sencsou (Shenzhou)–13 legénysége volt, amely az innentől sztenderdnek számító 180 napos fenntartózkodásra rendezkedett be az űrállomáson. Később még két utat terveznek, a Sencsou (Shenzhou)–14-et és a Sencsou (Shenzhou)–15-öt, az űrállomás további építésére.

## Legénység
| Beosztás      | Űrhajós                                   | Űrhajós                                   |
| ------------- | ----------------------------------------- | ----------------------------------------- |
| Parancsnok    | Csaj Cse-kang (Zhai Zhigang) 2. űrrepülés | Csaj Cse-kang (Zhai Zhigang) 2. űrrepülés |
| kutatóűrhajós | Vang Ja-ping (Wang Yaping) 2. űrrepülés   | Vang Ja-ping (Wang Yaping) 2. űrrepülés   |
| kutatóűrhajós | Je Kuang-fu (Ye Guangfu) 1. űrrepülés     | Je Kuang-fu (Ye Guangfu) 1. űrrepülés     |

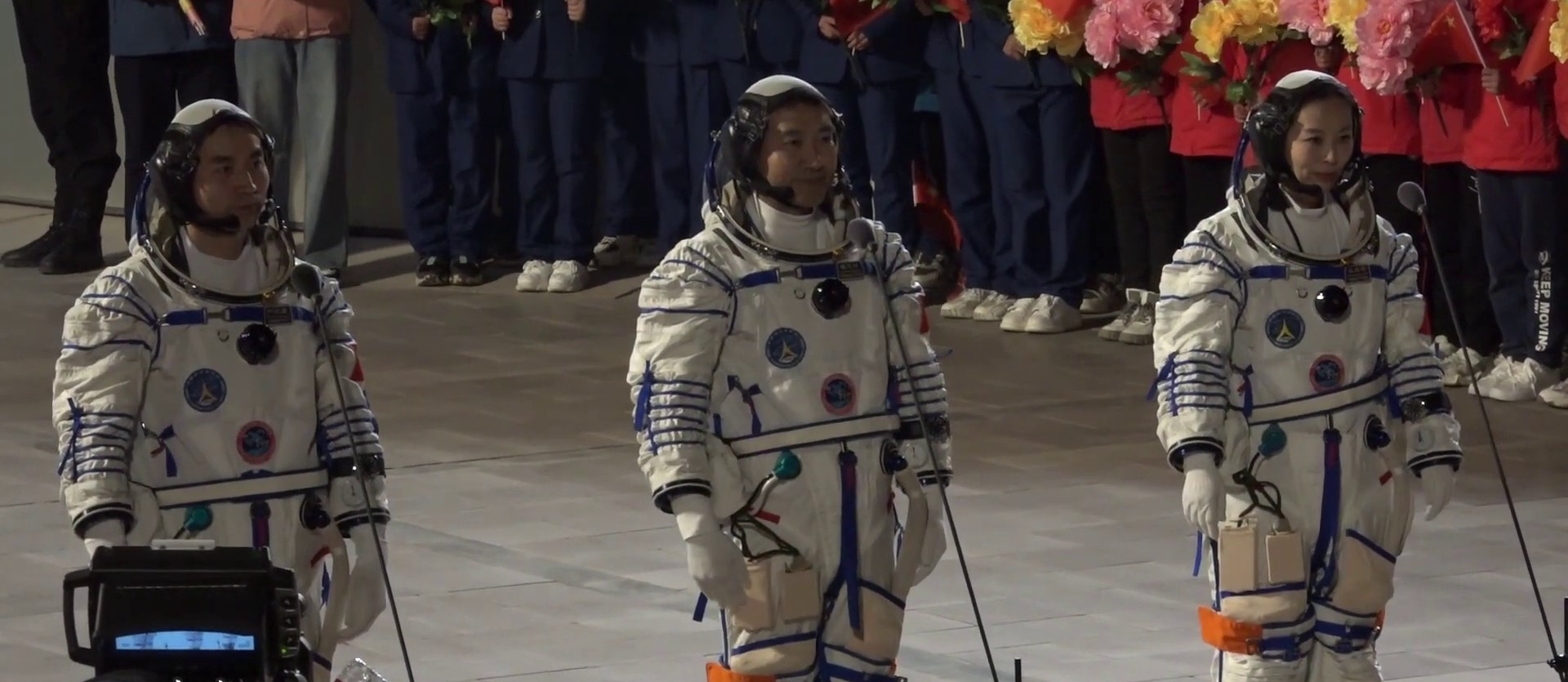
A legénység az űrhajó indulása előtti búcsúztatón, balról jobbra: Je (Ye), Csaj (Zhai) és Vang (Wang)

A Kínai űrügynökség két nappal az űrhajó indulása előtt, 2021. október 14-én a Csiucsüan (Jiuquan) űrkikötőben tartott hivatalos sajtótájékoztatóján nevezték meg a Sencsou (Shenzhou)–13 három űrhajósát: Csaj Cse-kang (Zhai Zhigang) parancsnokot, Vang Ja-ping (Wang Yaping) kutatóűrhajóst, Kína második női űrhajósát, egyben az első nőt, aki űrsétát tett; valamint Je Kuang-fu (Ye Guangfu) kutatóűrhajóst. A parancsnok veterán űrhajósnak számít, 54 évesen ez a második repülése. Az első űrhajóscsoport tagjaként 1998-ban került az első 14 kínai űrhajós közé, de az első repülésére csak a Sencsou (Shenzhou)–7-en került sor 2008. szeptember 25-én, ahol Csaj (Zhai) lett az első kínai űrhajós, aki űrsétát tehetett. Vang Ja-ping (Wang Yaping) és Je Kuang-fu (Ye Guangfu) a második kínai űrhajósválogatási csoportból került be az űrhajós testületbe. Közülük Vang (Wang) rendelkezik repülési tapasztalattal, a Sencsou (Shenzhou)–10-en járt a világűrben, míg Je (Ye)nek ez az első repülése.

## A repülés

### Start és dokkolás

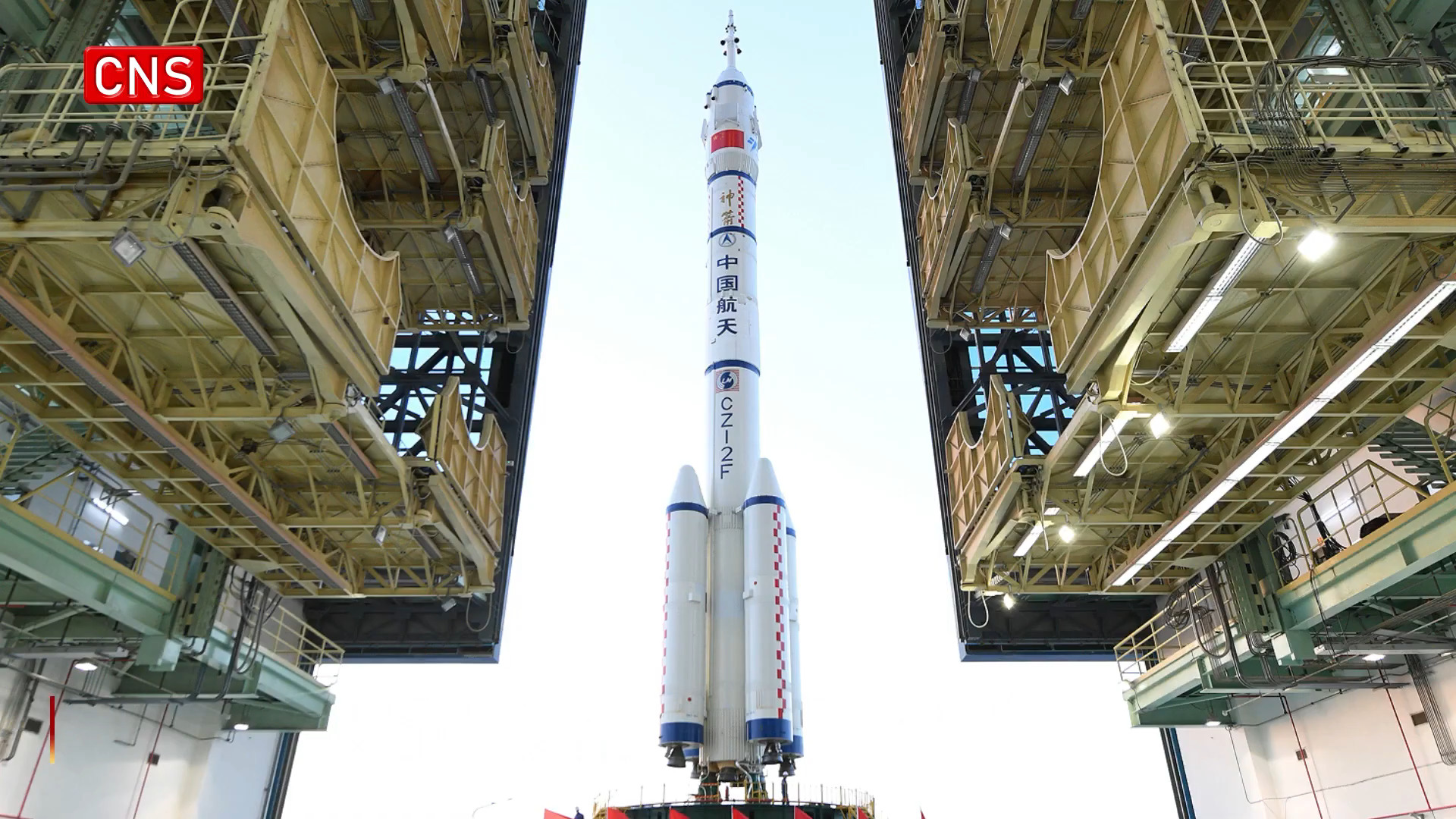
A hordozórakéta, miközben átviszik az űrállomásra

A Sencsou–13 űrhajó 2021. október 15-én 16:23:56 UTC indult a Góbi sivatagbeli Csiucsüan (Jiucsuan) űrközpont LA–4 indítóállásából egy Hosszú Menetelés 2F hordozórakétával. A startfolyamat rutinszerűen zajlott, az űrhajó rendben pályára állt a Föld körül. Nagyjából hat és fél óra keringést követően az űrhajó megérkezett a Tienkung (Tiangong) űrállomáshoz és 22:56-kor (UTC) dokkolt is a két űreszköz.
A legénység 2021, október 16-án, 01:58-kor (UTC) szállt át az űrhajóból az űrállomásra, hogy második állandó legénységként megkezdje a munkát az űreszközön.

### Űrséták
A repülés során az űrhajó utasai a tervek szerint összesen 3 űrsétát tesznek – igaz, kiindulási pontként nem a Sencsou (Shenzhou)–13-at, hanem a Tienkung (Tiangong) űrállomást használva –, amelyek közül 2022. januárjáig kettőt bonyolítottak le:
- 2021. november 7-én az első tervezett űrsétára Csaj Cse-kang (Zhai Zhigang) és Vang Ja-ping (Wang Yaping) űrhajósok indultak a Tienho (Tianho) központi egység egyik légzsilipén át. Vang (Wang) ezzel történelmi tettet hajtott végre: ő lett az első kínai nő, aki űrsétát hajtott végre. Az űrséta célja a hamarosan felszerelendő robotkar felfüggesztésének, illetve az ehhez szükséges adapter szerelése, valamint a kapcsolódó rendszertesztek elvégzése volt. Az űrséta 6 óra 25 percig tartott.[5]
- 2021. december 6-án következett el a második űrséta, amelyet Csaj Cse-kang (Zhai Zhigang) és Je Kuang-fu (Ye Guangfu) hajtott végre, miközben ezúttal Vang (Wang) a Tienho (Tianho)ból segítette őket. A parancsnok és kutatóűrhajósának feladata volt egy panorámakamera felerősítése az űrállomás törzsére, felszerelve egy lábtartó platformot, valamint az űrállomáson kívül különböző tárgyak mozgatásának tesztjeit végezték el. Ez az űrséta 6 óra 11 percig tartott.[6]

### Űroktatás
2021. december 9-én, pekingi idő szerint 15:55-kor (7:55 UTC) a háromtagú legénység egy tanórát tartott diákok számára tévéközvetítés formájában, amelyben különböző tudományos kísérleteket mutattak be. Az űrtanítási program a Sencsou (Shenzhou)–10-en bemutatott hasonló jellegű program folytatása volt, amellyel a kínai ifjúság inspirálása a cél, ezzel a tudományokat és a műszaki ismereteket népszerűsítik az országban. A Földön több helyen lehetett bekapcsolódni a közvetítésbe: az ún. „fő osztálytermet” a Kínai Tudományos és Műszaki Múzeumban Pekingben állították fel, de számos „kihelyezett osztályterem” is felállításra került, így Nanningban, Kuanghszi-Csuang tartományban, Vencsuan (Wenchuan)ban, Szecsuan (Sichuan) tartományban, Hongkongban és Makaóban. A tudományos kísérleteket Vang Ja-ping (Wang Yaping) végezte el és ő maga tartotta az órát is a diákok számára élő egyenes adásban. Az óra kezdetén röviden bemutatták a mindennapi életet az űrállomáson, majd sejtbiológiai kísérletet végeztek, bemutatták hogyan működik a pezsgőtabletta a súlytalanságban, majd a folyadékok felületi feszültségével kísérleteztek, végül a diákok kérdései illetve az azokra adott válaszok zárták az órát.